# الغرينش (فلم 2018)
الغرينش (بالإنجليزية: The Grinch) هو فيلم رسوم متحركة كوميدي أمريكي عن عيد الميلاد، أُنتج في نوفمبر 2018، من إنتاج إليمونيشن للترفيه وتوزيع يونيفرسال بيكشرز. قصة الفيلم مأخوذة من حكاية كيف سرق جرينش عيد الميلاد! من تأليف دكتور سوس سنة 1957، هو ثالث تعديل على الشاشة للقصة، بعد الفيلم التلفزيوني الخاص لعام 1966 من بطولة بوريس كارلوف، وفيلم عام 2000 من بطولة جيم كاري. هو ثاني فيلم مقتبس من روايات الدكتور سوس، بعد لوراكس سنة 2012. الفيلم من إخراج يارو تشيني وسكوت موسير، وكتابة مايكل ليسيور وتومي سويردلو، ورواهُ فاريل ويليامز، وبطولة أصوات كل من بيندكت كامبرباتش، ورشيدة جونز، وكينان طومسون، وكاميرون سيلي، وأنجيلا لانسبيري. يحكي الفيلم عن غرينش وكلبه ماكس وهما يخططان لإفساد احتفال بلدة (Whoville) بعيد الميلاد من خلال سرقة جميع زينة وهدايا البلدة.
أصدرت يونيفرسال بيكشرز الفيلم ووزعته في الولايات المتحدة في 9 نوفمبر 2018، في مسارح RealD 3D وآيماكس وآيماكس 3D و(Dolby Cinema) و4DX. حقق أكثر من 511 مليون دولار في جميع أنحاء العالم.

## القصة
تتكلم قصة الفيلم عن غرينش الذي يضع خطة كي يبطل احتفال عيد الميلاد في بلدة هوفيل السحرية ويقوم بانتحال شخصية بابا نويل لأجل تنفيذ خطته، لكن يحدث له شيء غير متوقع يغير من مجرى الاحداث.

## البطولة
- بيندكت كامبرباتش بدور غرينتش
- كاميرون سيلي بدور سيندي لو
- رشيدة جونز بدور دونا هو
- كينان تومبسون بدور بريكلبوم
- أنجيلا لانسبيري بدور العمدة مكجيركل
- سام لافانينو بدور أوزي
- سكارليت إستيفز بدور إيزي
- فاريل ويليامز بدور الراوي

## الإصدار
كان من المقرر إصدار الفيلم في الأصل في 10 نوفمبر 2017، ولكن في 7 يونيو 2016، تأجل إلى 9 نوفمبر 2018.

### التسويق
ابتداءً من أكتوبر، ظهرت العديد من اللوحات الإعلانية للفيلم، كل منها يحتوي على صورة لغرينش، مصحوبة باقتباس ورسالة ساخرة. تعاونت يونيفيرسال وإليمونيشن مع العديد من الشركات للترويج للفيلم، بما في ذلك آيهوب وغيرها مقابل حوالي 80 مليون دولار من الإعلانات. أنفق الاستوديو ما يقدر بنحو 121 مليون دولار للترويج للفيلم في جميع أنحاء العالم. للترويج للفيلم، ظهر بالون عملاق قابل للنفخ يضم الشخصية المميزة لأول مرة في موكب (Macy's Thanksgiving Day) الـ91 في مدينة نيويورك في 23 نوفمبر 2017، قبل عام واحد من إصداره.

## وصلات خارجية
- مقالات تستعمل روابط فنية بلا صلة مع ويكي بيانات
- الموقع الرسمي
- غرينش على قاعدة بيانات الأفلام على الإنترنت

لا توجد روابط لمواقع التواصل الاجتماعي.